# 973 Aralia
973 Aralia este o planetă minoră (asteroid), cu un diametru de 51,609 km, din centura de asteroizi. A fost descoperită pe 18 martie 1922 la Observatorul Königstuhl de Karl Wilhelm Reinmuth. 
Obiectul prezintă o orbită caracterizată de o semiaxă mare de 3,212394992612 UAi, o excentricitate de 0,11356026830255, o înclinație de 15,814 ° în raport cu ecliptica.